# جائزة نيوزيلندا الكبرى 1962
جائزة نيوزيلندا الكبرى 1962 هو سباق فورمولا 1 أقيم بتاريخ 6 يناير 1962 في أوكلاند، نيوزيلندا. حلّ البريطاني ستيرلنغ موس أولا بينما جاء البريطاني جون سورتيس في المركز الثاني وحصل على المركز الثالث النيوزلندي بروس ماكلارين.